# 海南玉叶金花
海南玉叶金花（学名：Mussaenda hainanensis）为茜草科玉叶金花属下的一个种。其种加词“hainanensis”意为“海南的”。